# Salisbury (Maryland)
Salisbury és una població dels Estats Units a l'estat de Maryland. Segons el cens del 2000 tenia 23.743 habitants.

## Demografia
Segons el cens del 2000, Salisbury tenia 23.743 habitants, 9.061 habitatges, i 4.802 famílies. La densitat de població era de 828,1 habitants per km².
Dels 9.061 habitatges en un 27,4% hi vivien nens de menys de 18 anys, en un 30,4% hi vivien parelles casades, en un 18,2% dones solteres, i en un 47% no eren unitats familiars. En el 33,5% dels habitatges hi vivien persones soles el 12,2% de les quals corresponia a persones de 65 anys o més que vivien soles. El nombre mitjà de persones vivint en cada habitatge era de 2,36 i el nombre mitjà de persones que vivien en cada família era de 3.
Per edats la població es repartia de la següent manera: un 21,8% tenia menys de 18 anys, un 21,8% entre 18 i 24, un 26,9% entre 25 i 44, un 17% de 45 a 60 i un 12,5% 65 anys o més.
L'edat mediana era de 29 anys. Per cada 100 dones de 18 o més anys hi havia 82,9 homes.
La renda mediana per habitatge era de 29.191$ i la renda mediana per família de 35.527$. Els homes tenien una renda mediana de 26.829$ mentre que les dones 21.920$. La renda per capita de la població era de 15.228$. Entorn del 16,5% de les famílies i el 23,8% de la població estaven per davall del llindar de pobresa.

## Poblacions més properes
El següent diagrama mostra les poblacions més properes.